# Liste der Bischöfe von Cádiz
Die folgenden Personen waren Bischöfe von Cádiz (Spanien):

## Bischöfe von Asidonia
- Rufino (610–619)
- Pimenio (629–649)
- Teoderacio (681–688)
- Geroncio (690–693)
- Miro (862)
- Esteban (10. Jh.)
- Innominado (um 1145)

## Bischöfe von Cádiz
- Juan Martínez (1266–1278)
- Suero (1281–1291)
- Rodrigo (1292–1294)
- Martin (1294–1295)
- Pedro (1297–1329)
- Bartolome (1329–1349)
- Sancho (1349–1364)
- Gonzalo González (1364–1379)
- Juan (1380–1383)
- Rodrigo de Alcalá (1384–1395)
- Juan de Ezcaray (1395–1408)
- Santiago Puche (1403–1408)
- Alonso de Solís (1408–1420)
- Juan González (1426–1440)
- Juan de Torquemada, OP (1440–1442) (auch Bischof von Orense)
- Gonzalo Venegas (1442–1472)
- Pedro Fernández Solís (1472–1495)
- Oliviero Carafa (1495–1511)
- Luigi d’Aragona (1511)
- Pietro Accolti de Aretio (1511–1521)
- Benedetto de Accolti (1521–1523) (auch Bischof von Cremona)
- Juan Rufo Teodoli (1523 bis 1525)
- Jerónimo Teodoli (1525–1564)
- Luis García Haro de Sotomayor (1564–1587) (auch Bischof von Málaga)
- Antonio Zapata y Cisneros (1587–1596) (auch Bischof von Pamplona)
- Maximiliano de Austria (1596–1601) (auch Bischof von Segovia)
- Gómez Suárez Figueroa (1602–1612)
- Juan Cuenca (1612–1623)
- Plácido Pacheco de Haro, OSB (1623–1623) (auch Bischof von Plasencia)
- Domingo Cano de Haro, OP (1623–1639)
- Juan Dionisio Fernández Portocarrero (1640–1641)
- Francisco Guerra, OFM (1642–1656) (auch Bischof von Palencia)
- Fernando de Quesada (1656–1662)
- Mateo Burgueiro (1662)
- Alfonso Pérez de Humanes (1663)
- Alfonso Vázquez de Toledo (1663–1672)
- Diego de Castrillo (1673–1676)
- Juan de Isla (1677–1680)
- Antonio Ibarra (1680–1691)
- José de Barcia y Zambrana (1691–1695)
- Alonso de Talavera (1696–1714)
- Lorenzo Armengual del Pino de la Mota (1715–1730)
- Tomás del Valle, OP (1731–1776)
- Juan Bautista Cervera, OFM (1777–1781)
- José Escalzo Miguel, OSB (1783–1790)
- Antonio Martínez de la Plaza (1790–1800)
- Francisco Javier Utrera (1801–1808)
- Juan Acisclo Vera Delgado (1815–1818)
- Francisco Javier Cienfuegos Jovellanos (1819–1824) (auch Erzbischof von Sevilla)

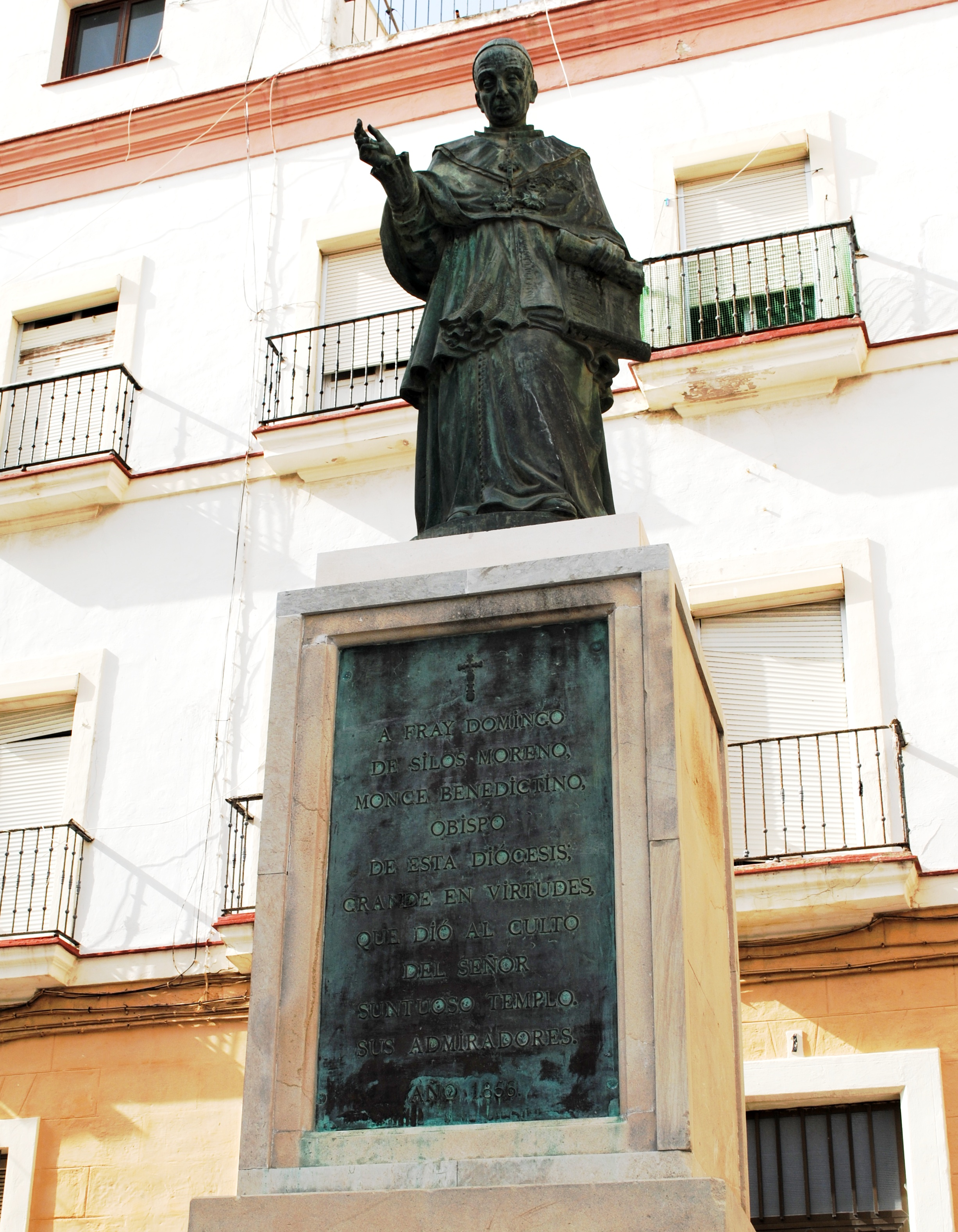
Domingo de Silos Moreno

- Domingo de Silos Moreno, OSB (1824–1853)

## Bischöfe von Cádiz und Ceuta
- Juan José Arbolí Acaso (1853–1863)
- Félix María Arrieta y Llano, OFMCap (1863–1879)
- Jaime Catalá y Albosa (1879–1883) (auch Bischof von Barcelona)
- Vicente Calvo y Valero (1884–1898)
- José María Rancés y Villanueva (1898–1917)
- Marcial López y Criado (1918–1932)
- Ramón Pérez y Rodríguez (1933–1937)
- Tomás Gutiérrez Diez (1943–1964)
- Antonio Añoveros Ataún (1964–1971) (auch Bischof von Bilbao)
- Antonio Dorado Soto (1973–1993) (auch Bischof von Málaga)
- Antonio Ceballos Atienza (1993–2011)
- Rafael Zornoza Boy (seit 2011)